# Шведов, Алексей Алексеевич
Алексе́й Алексе́евич Шве́дов (1915 — 1991) — советский дипломат. Чрезвычайный и полномочный посол.

## Биография
Родился в семье известного художника, основателя художественной студии во Ржеве Алексея Павловича Шведова. Член ВКП(б). Окончил Московский институт железнодорожного транспорта (1937), Московский историко-архивный институт (1952) и Дипломатическую академию МИД СССР. Кандидат исторических наук. На дипломатической работе с 1944 года.
- В 1944—1945 годах — сотрудник центрального аппарата НКИД СССР.
- В 1945—1950 годах — первый секретарь Миссии СССР в Египте.
- В 1950—1955 годах — первый секретарь, советник I Европейского отдела МИД СССР.
- В 1956—1958 годах — заместитель заведующего Отделом стран Ближнего Востока МИД СССР.
- В 1958—1960 годах — заведующий Отделом стран Африки МИД СССР.
- В 1960—1962 годах — заведующий I Африканским отделом МИД СССР.
- С 20 июля 1962 по 13 августа 1965 года — чрезвычайный и полномочный посол СССР в Марокко[1].
- В 1965—1986 годах — заведующий I Африканским отделом МИД СССР.

## Публикации
А. А. Шведов — автор работ по вопросам международных отношений, в том числе «Независимая Африка: внешнеполитические проблемы, дипломатическая борьба» (М., 1983), ряд глав второй книги V тома «Истории дипломатии» (М., 1979) и других.